# Національний ідентифікаційний номер
Національний ідентифікаційний номер або національний страховий номер — номер, що використовується урядами багатьох країн як засіб відстеження своїх громадян, постійних мешканців та тимчасових резидентів для цілей роботи, оподаткування, державних пільг, охорони здоров'я та інші функції, пов'язані з урядом. Номер вказаний на документах, що посвідчують особу, виданих кількома країнами.
Способи впровадження такої системи різняться залежно від країни, але в більшості випадків громадянам видається ідентифікаційний номер після досягнення ними повноліття або коли вони народжуються. Такі громадяни можуть отримати такі номери під час в'їзду в країну або при наданні дозволу на тимчасове або постійне проживання.
Багато країн видають такі номери з однією окремою ціллю, але з часом вони стають де-факто національними ідентифікаційними номерами. Наприклад, у Сполучених Штатах Америки була розроблена система номерів соціального страхування (SSN) як засіб організації виплат допомоги соціального забезпечення. Однак через повзучість функцій номер став використовуватися для інших цілей до такої міри, що його практично необхідно мати для того, щоб, зокрема, відкрити банківський рахунок, отримати кредитну карту або водити машину. Хоча деякі країни зобов'язані збирати відомості про ідентифікаційний номер платника податків (ІПН) для здійснення платежів за кордоном, деякі країни, наприклад, США, не зобов'язані збирати ІПН інших країн, якщо виконуються інші вимоги, наприклад, щодо дати народження. Влада використовує бази даних, і їм потрібен унікальний ідентифікатор, щоб дані дійсно стосувалися особи, щодо якої ведеться пошук. У країнах, де немає встановленого загальнонаціонального номера, органи влади повинні створити свій власний номер для кожної людини, хоча існує ризик невідповідності.

## Африка

### Зімбабве
Після досягнення 16-річного віку заявник повинен звернутися в офіс Генерального реєстратора у своєму окрузі для отримання національного посвідчення особи. Іноземці в Зімбабве мають свій ідентифікаційний номер з округом походження 00, що означає, що вони є іноземцями, тож їх ідентифікаційний номер буде виглядати як 12 345678 A00. Зімбабвійці, які не належать до чорної раси, також отримують район походження, позначений як 00, навіть якщо вони належать до змішаної раси.

### Нігерія
Нігерійський національний ідентифікаційний номер (NIN) видається та управляється Національною комісією з управління ідентифікацією (NIMC), — це набір з одинадцяти цифр (наприклад: 134789009), присвоєний нігерійцям від народження і старше та законним резидентам — урядом.

### Південна Африка

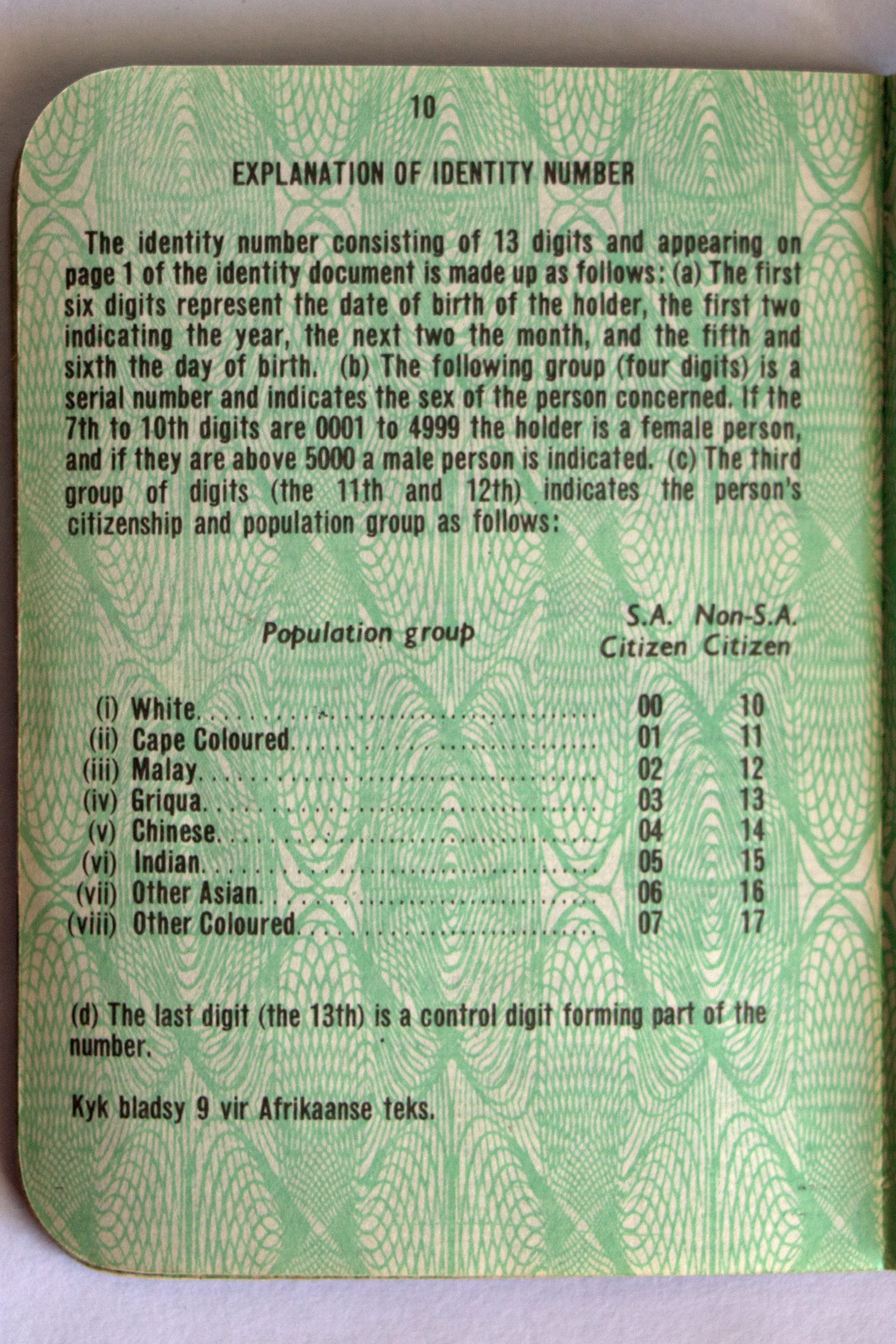
Пояснення ідентифікаційного номера в південноафриканському документі, що посвідчує особу під час апартеїду

У Південно-Африканській Республіці кожен громадянин повинен подати документи, що посвідчують особу, починаючи з 16 років. Ідентифікаційний номер вже присвоєно на момент складання свідоцтва про народження і необхідний для подачі заяви на отримання дитячого паспорта. Цей документ паспортного розміру містить всього 8 сторінок — перша сторінка, що містить національний ідентифікаційний номер (також у форматі штрих-коду), ім'я пред'явника, район або країну народження, а також фотографію пред'явника. Решта сторінки використовуються для запису участі в голосуванні, сторінка з інформацією про водійських правах (хоча з моменту введення ліцензій типу пластикової карти вона більше не використовується), а також сторінки з ліцензіями на вогнепальну зброю (тепер також тип пластикової карти). Документ необхідний для подачі заяви на отримання паспорта, водійських прав на автомобіль (старше 17 років), водійських прав на мотоцикл (старше 16 років), водійських прав (старше 18 років), водійських прав на мотоцикл (старше 16 років або 18 років, в залежно від ступеня cc), а також для голосування (старше 18 років). Документ, що засвідчує особу, не використовується для міжнародних поїздок (видається окремий паспорт), але, як правило, є прийнятним документом, що посвідчує особу з фотографією для внутрішніх рейсів, і в основному служить як документ, що посвідчує особу. Деякі органи влади можуть прийняти водійські права як доказ ідентифікації, але при собі посвідчення особи є єдиною загальноприйнятою формою ідентифікації. Уряд почав видачу посвідчень особи, що містять біометричний чіп, який, в свою чергу, містить біографічні дані, унікальні для власника даної конкретної карти. Уряд Південної Африки хотіло б поступово відмовитися від старої ідентифікаційної книги з «зеленим штрих-кодом» і замінити її ідентифікаційною карткою. Посвідчення особи також використовується, коли власник звертається за отриманням гранту в Агентство соціального забезпечення ПАР (SASSA).

#### Перевірка
Ідентифікаційний номер особи в Південній Африці — це 13-значний номер, що містить лише цифрові символи, без пробілів, розділових знаків або букв. Він визначається як YYMMDDSSSSCAZ:
- YYMMDD представляє дату народження (DoB);
- SSSS — це порядковий номер, зареєстрований з датою народження (де жінкам присвоюються порядкові номери, що починаються з 0 до 4, а чоловікам від 5 до 9)
- C — громадянство з 0, якщо особа є громадянином SA, 1 якщо особа постійно проживає;
- А дорівнює 8 або 9. До 1994 року ця цифра використовувалася для позначення раси власника;
- Z — контрольна цифра.

Використовуючи в якості прикладу ідентифікаційний номер 8001015009087, це буде виглядати так: Посвідчення свідчить, що громадянин чоловічої статі народився 1 січня 1980 року; він був 10-м чоловіком, якого зареєстрували (припускаючи, що першому чоловікові, зареєстрованому того дня, буде присвоєно порядковий номер 5000).
Цифра контрольної суми обчислюється за алгоритмом Люна:
- A = сума цифр в ідентифікаційному номері в непарних позиціях (крім Z)
- B = число, утворене об'єднанням цифр в ідентифікаційному номері в парних позиціях
- C = сума цифр у (2 * B)
- D = A + C
- Z = 10 — (D мод 10)

#### Расова класифікація
В епоху апартеїду наступна остання цифра, «А», позначала «расу». Оскільки тоді ці документи не видавались більшості населення, «расовий» код не включає тих, хто класифікується як чорний. тобто 7605300675088
Класифікація «А»:
- 0: Білий
- 1: Мулат
- 2: Малаєць
- 3: Гриква
- 4: Китаєць
- 5: Індієць
- 6: Інші азійці
- 7: Інші кольорові

Приблизно через 1987 р. Расова класифікація була ліквідована, і всі наявні номери були перевидані новими цифрами в останніх двох полях (AZ).

#### HANIS
На відміну від інших країн, південноафриканський ідентифікаційний номер не є унікальним, принаймні через використання двозначного року. Існують і інші проблеми з подвоєннями: однак Міністерство внутрішніх справ проєкту HANIS планує виправити це за допомогою ідентифікаційних смарткарт. Графік виконання не визначений, оскільки останній бюджетний запит на 08/09 та 09/10 включав запити на бюджет попри те, що проєкт був активним з 1997 року.

## Америки

### Аргентина
В Аргентині єдиним національним посвідченням особи є DNI, Documento Nacional de Identidad (Національний документ, що посвідчує особу). Це номер, не пов'язаний ні з чим конкретно про особу (за винятком іммігрантів, яким присвоюють номери, починаючи з 92 000 000). Він призначається при народженні Національним реєстром людей (Regro Nacional de las Personas), але батьки повинні зареєструвати своїх дітей, і через це є деякі люди, особливо бідні, які не мають DNI.
Посвідчення особи необхідно для подачі заявки на кредит, відкриття банківського рахунку та голосування. Закон вимагає від особи пред'явити DNI при використанні кредитної картки. До DNI використовувалися LC (Libreta Cívica, для жінок) і LE (Libreta de Enrolamiento, для чоловіків). Пізніше вона була об'єднана в DNI.
Для цілей платника податків є CUIT та CUIL (Código Único de Identificación Tributaria, Унікальний кодекс ідентифікації платників податків та Código de Identificación Laboral, Унікальний кодекс трудової ідентифікації). Прикладом посвідчення особи є 20-10563145-8. Він базується на DNI та додає 2 числа на початку та одне в кінці. Наприклад, 20 і 23 для чоловіків, 27 для жінок та одна контрольна цифра в кінці. Працівники мають CUIL (призначений на момент створення DNI), а роботодавці CUIT. Перші дві цифри для ідентифікації CUIT для компаній — це, наприклад: 30 або 33. Якщо людина вирішує відкрити власну компанію, її CUIL зазвичай стає її CUIT. CUIT був необхідний, оскільки для компаній, які не можуть бути ідентифіковані за номером DNI, потрібна інша ідентифікація.

### Бразилія
У Бразилії є дві системи. Перша — Registro Geral (RG) — це номер, пов'язаний з офіційним посвідченням особи. Хоча передбачається, що ідентифікаційні картки є національними, номера RG присвоюються штатами та деякими іншими організаціями, наприклад, збройними силами. Таким чином, людина може не тільки мати один і той же номер RG, що і людина з іншого штату (що зазвичай відбувається при вказівці штату, яка видала посвідчення особи), але також можливо (легально) мати кілька RG з різних штатів.
Інша система, Кадастро де Песоас Фізікас (CPF), є федеральною і нібито неповторною (що забороняє шахрайство), але спочатку її було створено для цілей оподаткування (для компаній використовується суміжна система, яка називається Кадастро де Песоас Юрідікас — CNPJ). Один, другий або обидва номери необхідні для багатьох загальних завдань в Бразилії, таких як відкриття банківського рахунку або отримання водійських прав. Система RG отримала ширше поширення, однак її недоліки привели до дискусії про об'єднання обох систем в нову, яка буде ґрунтуватися на CPF.
Інший тип реєстрації — це номер соціального страхування, який виникає, коли людина створює його на сайті Національного інституту соціального забезпечення або починає працювати в компанії, коли співробітник повинен зареєструватися в Програмі соціальної інтеграції.
Є ще один номер для виборів, які є обов'язковими для участі громадян у віці від 18 до 70 років.

### Венесуела
У Венесуелі Адміністративна служба з питань ідентифікації, міграції та імміграції (SAIME) видає посвідчення особи для підлітків (Cédula de Identidad). Посвідчення особи містить дату народження, відповідну цифру (нескінченна чисельність для громадян, понад 80 000 000 осіб для резидентів-іноземців), світлину, сімейний стан, дату закінчення строку дії (після закінчення строку дії посвідчення особи все ще дійсне для громадян), а також відбиток пальця. Наново видані посвідчення особи дійсні протягом 10 років.
Приватним компаніям і державним організаціям для цілей оподаткування присвоюється номер RIF (Реєстру податкових відомостей). Для фізичних осіб це ідентифікаційний номер + контрольна сума.

### Канада
Використання номера соціального страхування (SIN) як фактичного ідентифікаційного номера закінчилось у 2004 році прийняттям Закону про захист персональної інформації та електронних документів. Існують лише певні випадки, коли організація може вимагати SIN (а саме з питань податків або пенсій). SIN повинен охоронятися як конфіденційна особиста інформація, і тому не може використовуватися як загальний ідентифікаційний номер. Тим не менше, SIN все ще використовується як унікальний ідентифікатор Агенції доходів Канади (подібно до IRS США та HMRC Англії) для відстеження осіб, які подають декларації з податку на прибуток.

### Колумбія
У Колумбії кожному в дитинстві видається основне посвідчення (Тар'єта де Ідентидад). Ідентифікаційний номер включає дату народження та короткий серійний номер. По досягненні 18 років кожному громадянину видається картка громадянства (Cédula de Ciudadanía), а ідентифікаційний номер на ній використовується та вимагається у всіх випадках, державних та приватних.
Кожному громадянину Колумбії, який виїжджає за кордон, видається паспортний документ (який включає номер паспорта, пов'язаний з національним ідентифікаційним номером); таким чином уряди іноземних держав можуть відстежувати громадян Колумбії разом із їх консульствами.
Також компаніям присвоєно номер: NIT (Número de Identificación Tributaria). Ідентифікаційний номер притоку (для іспанської абревіатури). Серед іншого, він використовується для складання податкових звітів.
RUT (Registro único tributario) (ідентифікаційний номер платника податків)
Станом на 2003 р. Було створено NUIP (Número Único de Identificación Personal), починаючи з мільярда (1 000 000 000).

### Мексика
У Мексиці ідентифікаційний номер називається CURP (Clave Única de Registro de Población), хоча найбільш важливим прийнятим ідентифікаційним номером є виборчий квиток («credencial de Elector» або інакше «credencial del INE» з ініціалами «Instituto Nacional Electoral / Національний інститут виборів», установі, відповідальній за виборчі процедури). Однак у Мексиці існують й інші важливі ідентифікаційні номери: наприклад, номер соціального страхування, який присвоюється Мексиканською інститутом соціального забезпечення (IMSS) кожному працюючому громадянину, або RFC (Registro Federal del Contribuyente), який присвоюється Скарбницею і має той же формат, що і CURP, але коротшу довжину.

### Сполучені Штати
У США всі громадяни чоловічої статі та негромадяни-іммігранти, які досягли 18-річного віку, повинні подати заяву на отримання селективного номера служби для поставлення на військовий облік. Попри те, що зараз у Сполучених Штатах працює контрактне військо, всі чоловіки зобов'язані зареєструватися в разі потенційного призову.
«Необов'язковим» національним ідентифікаційним номером є номер соціального страхування (SSN), дев'ятизначний номер, що видається громадянам США, постійним мешканцям та тимчасовим (працюючим) резидентам. Його метою є ідентифікація осіб для цілей соціального забезпечення, але зараз воно також використовується для відстеження осіб з метою оподаткування. Немає жодної законодавчої вимоги мати SSN, якщо він не потрібен для цілей соціального страхування або оподаткування, але на практиці він потрібен для багатьох інших цілей, наприклад, щоб відкрити банківський рахунок або подати заяву на отримання водійських прав, тож майже всі громадяни та постійні мешканці США мають цей номер.. Саме тому SSN став фактичним національним ідентифікаційним номером попри те, що спочатку він явно не був призначений для цього. Фактично, чинний SSN можна легко вгадати, бо вона була випущена серійно до 25 червня 2011 р.

### Чилі
У Чилі національний ідентифікаційний номер називається «RUN» (Rol Único Nacional), але зазвичай його називають «RUT» (Rol Único Tributario), оскільки номер такий самий, як той, що використовується для оподаткування. Основна різниця між ними полягає в тому, що RUN присвоюється лише фізичним особам, тоді як юридичні особи можуть отримати лише номер RUT.
У випадку з фізичними особами номер RUN/RUT використовується як національний ідентифікаційний номер, номер платника податків, номер соціального страхування, номер посвідчення водія, для роботи за найманням тощо. Він також широко використовується в якості номера клієнта в банках, роздрібних мережах, страхових компаніях, авіакомпаніях і такому іншому. До кінця серпня 2013 року RUN також використовувався в якості номера паспорта — надалі чилійські паспорти мали неповторні номери.
З1990 року кожній народженій дитині присвоюється номер RUN; раніше він присвоювався при подачі заяви на отримання посвідчення особи. Нерезиденти, які не є громадянами Чилі, також отримують RUN і посвідчення особи. Кожна компанія або організація також повинна мати RUN для оподаткування.
RUN або RUT має 7 або 8 цифр (наразі, однак у минулому були люди з 5- або 6-значною цифрою) плюс контрольна цифра або буква (xx.xxx.xxx-z, z це {0-9, K}).

## Азія

### Бангладеш
У Бангладеші національне посвідчення особи видається Національним крилом реєстрації документів при Виборчій комісії, що засвідчує особу. Національне посвідчення особи або посвідчення особи є обов'язковим документом, що видається кожному громадянину Бангладешу після досягнення 18 років. NID — це посвідчення особи зі світлиною, що видається урядом точно так же, як і водійські права Бангладеш, яке також є біометричну карту з вбудованим мікрочипом і смарткарткою, яка засвідчує особу. Посвідчення NID потрібно бангладеським громадянам для отримання безлічі найважливіших державних послуг, таких як підключення до комунальних мереж, а також приватних послуг, таких як відкриття банківських рахунків в Бангладеш. Спочатку ламіновані NID-карти на паперовій основі випускалися з 2006 року. Потім, починаючи з 2016 року, ламіновані карти NID на паперовій основі були замінені біометричними та мікрочипово-вбудованими «розумними» картами NID для всіх дорослих громадян Бангладеш. У картці «Смарт-NID» вказано ідентифікаційний номер власника картки. Уряд надає «розумну» карту NID безплатно всім повнолітнім громадянам Бангладешу.

### Бахрейн
У Бахрейні кожен громадянин і резидент повинен провести посвідчення особи (араб. بطاقة الهوية) І, таким чином, має особистий номер (араб. الرقم الشخصي), що складається з 8 цифр, за якими йде контрольна цифра (Разом: 9 цифр). Загалом він має такий формат: YYMMNNNNC, де YYMM — рік та місяць народження, NNNN — випадкове число, C — контрольна цифра. Однак у меншості громадян та жителів є Особисті номери, які не відповідають такому формату.
Можна отримати відмітний особистий номер (араб. الرقم الشخصي المميز), лише для новонароджених немовлят, але це необов'язково, — за окрему плату (130, 200 або 260 доларів США залежно від категорії).
Інша місцева назва ідентифікатора реєстрація Центрального населення (CPR) Номер (араб. الرقم السكاني), Яка використовувалася до створення Центральної Інформатичної організації (CIO) (араб. الجهاز المركزي للمعلومات).

### В'єтнам
У В'єтнамі посвідчення особи (в'єт. Thẻ căn cước công dân), видається для громадян В'єтнаму Провінційним департаментом поліції. Номер посвідчення — це комбінація з 12 цифр. Починаючи з 1 січня 2020 року, В'єтнам видаватиме зашифроване розумне посвідчення особи.
Строк дії посвідчення особи становить 15 років.

### Гонконг
У Гонконзі гонконзьке посвідчення особи (HKID) є обов'язковою для всіх резидентів віком від 11 років, за винятком обмежених винятків. Карти HKID містять номер HKID пред'явника, стандартним форматом якого є X123456 (A). X позначає одну або дві букви абетки. Цифри можуть представляти будь-які арабські числа. A — контрольне число, яке має 11 можливих значень від 0 до 9 та A. Букви та числа не присвоюються довільно. Крім того, можна ознайомитися з міжнародною організацією з присвоєння ідентифікаційних номерів цінних паперів, яка допомагає привласнювати цінним паперам ISIN-коди.

### Ізраїль
Ідентифікаційний номер (іврит: מספר זהות Mispar Zehut) видається всім ізраїльським громадянам при народженні Міністерством внутрішніх справ. Він складається з дев'яти цифр: однозначного префікса, семи цифр та остаточного контрольного числа. Блоки номерів роздаються лікарням, а індивідуальні номери видаються немовлятам після виписки з лікарні. Тимчасовим резидентам (категорія А-5) присвоюється номер, коли вони отримують статус тимчасового резидента.
Посвідчення особи (іврит: Teudat Zehut), що має ідентифікаційний номер, видається всім жителям старше 16 років, які мають законний статус тимчасового або постійного місця проживання, включаючи негромадян.

### Індія
28 січня 2009 р. Уряд Індії створив орган, який називається Орган унікальної ідентифікації Індії (UIDAI), щоб видавати унікальний ідентифікаційний номер усім жителям Індії. Це найбільша програма видання біометричних посвідчень у світі завдяки великій кількості населення в Індії. Проєкт картки Aadhaar від UIDAI надає кожному мешканцеві Індії унікальний 12-значний ідентифікаційний номер, а також записує його біометричні дані, такі як відбиток райдужної оболонки та відбитки пальців, у базі даних UIDAI, і ця картка розповсюджується серед усіх жителів. Проте всупереч поширеній думці Aadhaar не є доказом громадянства. Перший номер Aadhaar був введений в Махараштра в селі Тембхлі 29 вересня 2010 року. На сьогодні до серпня 2018 року було видано 1,19 мільярда номерів Aadhaar. У жовтні 2015 року 93 відсотки дорослих індійців мають картку Aadhaar. У 2020 році UIDAI представила ПВХ-картку Aadhar з додатковими функціями безпеки, такими як голограми, мікротекст, привидні зображення, візерунки гільош, невидимі логотипи тощо UIDAI пояснив, що Aadhaar у всіх формах, а саме: лист Aadhar, завантажений лист Aadhaar, ПВХ-картка Aadhar, надрукована на папері або пластикова картка, або в будь-якому іншому затвердженому вигляді, мають рівне визнання і дійсність на всій території Індії для всіх цілей, включаючи ідентифікацію.
До появи Aadhaar, найближчим до нього в Індії був постійний номер рахунку (PAN), що видається Управлінням прибуткового податку для відстеження доходів і прибуткових податків. Він став використовуватися як засіб ідентифікації для таких дій, як телефонни зв'язок. Станом на 24 лютого 2016 року було видано 243,7 млн PAN.

### Індонезія
В Індонезії кожному громадянину видається унікальний 16-значний номер, відомий як Nomor Induk Kependudukan. Номер отримують усі громадяни Індонезії. Формат — PPRRSSDDMMYYXXXX, де PP — двозначний код провінції, RR — двозначний код регіонального або міського коду, SS — двоцифровий код підрайону, DDMMYY — дата народження (до DD додається 40 для жінок), і XXXX — це чотиризначне увипадковане число. Номер вказаний на індонезійському посвідченні особи.
З 2012 року уряд розгорнув е-KTP (Elektronik Kartu Tanda Penduduk, «Електронна картка громадянина»), яка є карткою RFID, що містить зашифровані відомості електронного підпису громадянина, скани райдужних оболонок громадянина та десять відбитків пальців, а також високороздільну світлину.

### Ірак
Кожен громадянин Іраку повинен мати посвідчення громадянства (شهادة الجنسية) та документ, що посвідчує громадянську особу (هوية الأحوال المدنية). У 2016 році обидва документи були замінені на Національну картку (البطاقة الوطنية), біометричне посвідчення особи.

### Іран
Усі громадяни Ірану віком від 15 років повинні подати заяву на отримання іранського національного посвідчення особи (کارت ملی / kart-e-meli). Картка містить 10-значний національний ідентифікаційний номер власника, відформатований наступним чином: XXX-XXXXXX-X.

### Казахстан
У Казахстані існує 12-значний індивідуальний ідентифікаційний номер для фізичних осіб (скорочено каз. ЖСН, ЖСН ; рос. ИИН, ІІН, з першими шістьма цифрами, що представляють дату народження особи у форматі YYMMDD) та 12-значним ідентифікаційним номером для юридичних осіб (компаній).
До його скасування 1 січня 2013 р. 12-значний реєстраційний номер платника податків (каз. Салық төлеушінің тіркеу нөмірі; рос. Регистрационный номер налогоплательщика, зазвичай скорочується як РНН, RNN) був більш популярним для використання послуг влади, а також з бізнесом.

### Китай
У Китаї при собі посвідчення особи є обов'язковим для всіх громадян старше 16 років. Ідентифікаційний номер має 18 цифр і виконаний у форматі RRRRRRYYYYMMDDSSSC, який є єдиним і ексклюзивним ідентифікаційним кодом власника (старе посвідчення особи має тільки 15 цифр у форматі RRRRRRYYMMDDIII). RRRRRR — це стандартний код для адміністративного округу, де народився власник (повіту чи району міста), YYYYMMDD — дата народження власника, а SSS — послідовний код для розрізнення людей з однаковими датами народження і місцями народження. Послідовний код є непарним для чоловіків і навіть для жінок. Останній символ, C, є контрольною сумою, що перевищує перші 17 цифр. Для обчислення контрольної суми кожна цифра послідовно множиться на вагу в упорядкованій безлічі [7 9 10 5 8 4 2 1 6 3 7 9 10 5 8 4 2] і підсумовується разом. Сумарний модуль 11 використовується в якості індексу в упорядкованому наборі [1 0 X 9 8 7 6 5 4 3 2], при цьому перший індекс дорівнює нулю. Індексовані значення є контрольною сумою. У 15-значних ідентифікаторах III — це ідентифікаційний номер, створений певними математичними методами (остання цифра може бути англійською буквою, наприклад, X). Посвідчення особи використовується для реєстрації за місцем проживання, при зарахуванні в армію, при реєстрації шлюбу/розлучення, при виїзді за кордон, за участі в національних іспитах, а також в інших соціальних або цивільних випадках.

### Кувейт
У Кувейті 12-значний національний ідентифікаційний номер — це Цивільний номер (арабська: الرقم المدني). Він має формат NYYMMDDNNNNNNN, видається і вказується на цивільному посвідченні особи та управляється Державним агентством цивільних відомостей (PACI) Арабська: الهيئة العامة للمعلومات المدنية.
Цивільний документ містить ім'я власника арабською та англійською мовами, світлину, стать, дату народження, поточну адресу та цифрову пам'ять.
Цивільний номер видається громадянам і резидентам, і він використовується для вирішення таких завдань, як відкриття банківського рахунку, отримання безплатної медичної допомоги або навіть здачі деяких тестів, наприклад, іспиту IELTS. Паспорти можуть використовуватися замість нього для тих, у кого немає цивільних посвідчень особи, наприклад, для туристів.

### Макао
У Макао існує два типи посвідчень особи: посвідчення постійного жителя (BIRP) і посвідчення непостійного жителя (BIRNP). Ідентифікаційний номер має 8-значний стандартний формат: NNNNNNNNN (N), де N — нумерована цифра 0-9. Перша цифра N має особливе значення і може бути одним з наступних чисел: '1', '5' або '7'.
- «1»: Дата видачі посвідчення особи одержувачу була 1992 або пізніше.
- «5»: Попередником посвідчення особи було португальське національне посвідчення особи (BI), видане цивільною владою Макао.
- '7': Попередником посвідчення є посвідчення особи Макао, видане поліцією громадської безпеки Макао.

Під час португальського правління в Макао не було єдиної системи ідентифікації, і кілька департаментів мали повноваження видавати посвідчення особи громадянам і жителям Макао. З 1992 року Департамент ідентифікації (раніше відомий як SIM, зараз називається DSI) став єдиним органом, що видає посвідчення особи. Він прийняв вищезазначену політику нумерації.
Департамент фінансів Макао також прийняв ідентифікаційний номер як стандартний для податкової звітності — подання податкових декларацій.

### Малайзія
У Малайзії 12-значний номер (формат: YYMMDD-SS — ### G, з 1991 року), відомий як номер національної реєстраційної ідентифікаційної карти (NRIC No.), видається громадянам і постійним мешканцям на MyKad. До 1 січня 2004 року для ведення справ, пов'язаних із соціальним забезпеченням, використовувався окремий номер соціального забезпечення (SOCSO) (також старий номер IC в форматі 'S #########', S позначає державу народження або країну походження (алфавіт або цифра), # — 9-значний порядковий номер)
Перша група цифр (YYMMDD) — це дата народження. Друга група цифр (SS) є місцем народження власника — штати (01-13), федеральні території (14-16) або країна походження (60-85). Остання група цифр (###G) є серійним номером у невстановленому порядку, який утворюється випадковим чином. Остання цифра (G) — це непарне число для чоловіка, в той час, як для жінки вказується парне число.

### Непал
Непал незабаром введе національне посвідчення особи. Це біометрична смарткарта, в якій будуть зберігатися всі важливі подробиці особи. Відповідно до рішення Уряду Непалу від 2010-06-30 рр. н. е., в 2011-07-17 рр. був створений центральний орган на рівні департаменту при Міністерстві внутрішніх справ під назвою «Національний центр управління ідентифікаційними даними».

### Об'єднані Арабські Емірати
Управління посвідченнями особи Еміратів (араб. هيئة الإمارات للهوية) видає посвідчення особи (араб. بطاقة الهوية) кожному громадянинові та резиденту. На посвідченні надруковані ім'я, національність, стать і дата народження власника посвідчення. На карту також наноситься унікальний 15-значний ідентифікаційний номер (араб: رقم الهوية), який використовується для перевірки особистості урядом і деякими приватними організаціями. Усередині картки знаходиться електронний чіп, який містить персональні і біометричні дані про власника карти.
Ідентифікаційний номер має такий формат: 784-YYYY-NNNNNNN-C, де 784 — це числовий код ISO 3166-1 для ОАЕ, YYYY — рік народження, NNNNNNN — випадкове 7-значне число, а C — контрольна цифра.

### Пакистан
Після здобуття незалежності Пакистану прем'єр-міністр Ліакват Алі Хан запустив програму персональної системи посвідчення особи (PIS) для видачі національних ідентифікаційних карток громадянам Пакистану та мусульманським біженцям, які поселяються в Пакистані. З 1960-х років Пакистан видає своїм громадянам номери національних посвідчень (загальновідомі під абревіатурою NIC). Ці номери присвоюються при народженні, коли батьки заповнюють форму реєстрації народження дитини (Б-форма), а потім у віці 18 років видається Національне посвідчення особи (NIC) із таким самим номером. До 2001 року NIC-номери складали 11 цифр. У 2001—2002 рр. Національний орган з питань баз даних та реєстрації (NADRA) розпочав випуск 13-значних номерів NIC разом із новими біометричними посвідченнями. Перші 5 цифр базуються на місцеперебуванні заявника, наступні 7 — це порядкові номери, а остання цифра — контрольна. Остання цифра також вказує стать претендента; парне число позначає жінку, непарне — чоловіка. Старі цифри недійсні станом на 2004 рік.
З 2012 року NADRA почала видавати ідентифікаційні карти SMART, які містять зашифрований чіп. План SMART-картки планується розширити для виплати соціальних допомог, а також для того, щоб спадкоємці картки могли отримати страхування життя в разі смерті власника картки.
Кожен громадянин має NIC-номер для таких дій, як реєстрація в якості виборця, голосування на загальних виборах, сплата податків, відкриття банківського рахунку, отримання комунальних послуг (телефон, стільниковий телефон, газ, електрика), покупка або оренда нерухомості, завершення середньої освіти, здобуття вищої освіти або подача заяви на роботу в більшості випадків. Однак, оскільки більшість народжень в країні не реєструється, а велика кількість пакистанців не займається жодним з вищезазначених видів діяльності, у більшості з них немає посвідчень особи. Отримання NIC-карти коштує 100 рупій (US $1,66 — майже середній денний дохід), і це скорочує число людей, які можуть собі це дозволити. У 2006 році NADRA оголосила, що видала 50 мільйонів номерів CNIC (буква «С» означає «комп'ютеризований»), що становить приблизно третину населення. У червні 2008 року федеральний уряд оголосив, що почне видавати карти CNIC безплатно.
На додаток до NIC/CNIC компанії та фізичні особи, які займаються бізнесом і працюють за найняттям з оподатковуваним доходом, зобов'язані зареєструватися в Федеральному податковому управлінні (FBR) і мати свій національний податковий номер (зазвичай відомий як NTN). Податковий номер в основному використовується тільки для цілей оподаткування та рідко використовується в інших цілях в порівнянні з іншими країнами. Нові сертифікати NTN видаються з комп'ютеризованими номерами NIC, а старі сертифікати NTN зі старими номерами NIC стануть недійсними.

### Південна Корея
У Південній Кореї кожному жителю Кореї присвоюється реєстраційний номер резидента (주민등록번호), який має форму 000000-0000000. Перші шість цифр — це день народження у форматі YYMMDD. Перша цифра з останніх семи цифр визначається століттям народження та статтю наступним чином:
- 1: чоловіки, корейське громадянство, 1900—1999 р.н.
- 2: жінки, корейське громадянство, 1900—1999 р.н.
- 3: чоловіки, корейське громадянство, 2000—2099 р.н.
- 4: жінки, корейське громадянство, 2000—2099 р.н.
- 5: іноземці-чоловіки, що проживають у Кореї, 1900—1999 р.н.
- 6: іноземки-жінки, що проживають у Кореї, 1900—1999 р.н.
- 7: іноземці-чоловіки, що проживають у Кореї, 2000—2099 р.н.
- 8: іноземки-жінки, що проживають у Кореї, 2000—2099 р.н.
- 9: чоловіки корейського громадянства, народжені до 1900 року
- 0: жінки, корейського громадянства, народжені до 1900 року

(Наприклад, громадянинові, який народився 27 травня 2001 року, присвоюється номер 010527‒3******, а громадянці, яка народилася 24 березня 1975 року, присвоюється номер 750324‒2******.)
Наступні чотири цифри означають регіон реєстрації його/її народження, а наступна 1 цифра — це порядковий номер реєстрації в межах дати та регіону. Остання цифра — контрольна.

### Сінгапур
У Сінгапурі громадянину Сінгапуру та постійним резидентам видається посвідчення особи національної реєстрації (NRIC). Постійним жителям (PR) видається номер NRIC, подібний до громадян.
NRIC містить унікальний номер, який ідентифікує особу, що володіє ним, і використовується практично для будь-яких цілей ідентифікації в Сінгапурі, включаючи автентифікацію під час доступу до вебпорталу уряду Сінгапуру. Громадянам та постійним резидентам країни видається ідентифікаційний номер, що починається з префікса S (народилися до 2000 року) і T (народилися 2000 року або після нього), за яким слідує 7-значний номер і абетка контрольної суми. Для громадян і постійних резидентів, які народилися після 1968 року, перші дві цифри 7-значного номера вказують на рік їх народження
Власникам довгострокових перепусток (наприклад, особам, які мають дозвіл на роботу, пропуск на роботу або студентський пропуск) на їх довгострокових пропусках видається аналогічний за форматом іноземний ідентифікаційний номер (FIN) з префіксом F (зареєстрований до 2000 року) і G (зареєстрований у 2000 році або після 2000 року).

### Таїланд
У Таїланді ідентифікаційний код населення видається Департаментом провінційної адміністрації Міністерства внутрішніх справ з 1976 року. Він складається з 13-значного рядка в форматі N-NNNN-NNNNN-NN-N, який присвоюється при народженні або при отриманні громадянства. Перша цифра означає тип громадянства, з другої по п'яту — відомство, де був виданий номер, з шостої по дванадцяту — груповий і порядковий номер, а остання цифра служить контрольною.

### Тайвань
У Тайвані мати посвідчення особи є обов'язковим для всіх громадян, які досягли 14 років. Кожен громадянин має унікальний ідентифікаційний номер. З 1965 року ID-карти мають єдину нумерацію. Дійсний національний ідентифікаційний номер складається з однієї букви та дев'яти цифр у форматі A########C. Буква («А») позначає перше місце реєстрації власника карти, зазвичай це місце його народження. Перша цифра залежить від статі: 1 — чоловік, 2 — жінка. Остання цифра («С») є контрольною сумою. Таким чином, загальна кількість ідентифікаторів становить 208 000 000.
Буквені позначення місць такі:
| Буква | Місто/повіт       |
| ----- | ----------------- |
| A     | Місто Тайбей      |
| B     | Місто Тайчжун     |
| C.    | Місто Цзілун      |
| D     | Місто Тайнань     |
| Е     | Місто Гаосюн      |
| F     | Нове місто Тайбей |
| G     | Повіт Їлань       |
| H     | Місто Таоюань     |
| Я     | Місто Чіаї        |
| J     | Місто Сіньчжу     |
| К     | Округ Мяолі       |

| Буква   | Місто/повіт        |
| ------- | ------------------ |
| М       | Повіт Нанту        |
| N       | Повіт Чанхуа       |
| О       | Сіньчжуський повіт |
| P       | Округ Юньлінь      |
| Питання | Повіт Чіаї         |
| Т       | Повіт Пінгтунг     |
| U       | Повіт Хуалянь      |
| V       | Повіт Тайтунг      |
| W       | Повіт Кіньмень     |
| X       | Повіт Пенху        |
| Z       | Повіт Леньян       |

| Буква | Первинний поділ           | Дата остаточного випуску | Поточний поділ |
| ----- | ------------------------- | ------------------------ | -------------- |
| L     | Повіт Тайчжун             | 25 грудня 2010 р         | Місто Тайчжун  |
| Р.    | Повіт Тайнань             | 25 грудня 2010 р         | Місто Тайнань  |
| S     | Повіт Гаосюн              | 25 грудня 2010 р         | Місто Гаосюн   |
| Y     | Бюро управління Янміншань | 1975 рік                 | Місто Тайбей   |

### Філіппіни
Громадяни Філіппін, а також іноземці, які постійно проживають, матимуть право отримати посвідчення особи PhilSys. Ідентифікаційна картка PhilSys буде видана всім громадянам Філіппін та іноземним громадянам віком від 18 років.
Ідентифікатор PhilSys зберігатиме 13 наборів відомостей. Документ, що посвідчує особу, повинен містити присвоєний номер PhilSys (PSN), повне ім'я, стать, групу крові, дату народження, місце народження, сімейний стан (необов'язково) та світлину пред'явника. Він також зберігатиме номер мобільного телефону (необов'язково), електронну адресу (необов'язково) та біометричні дані (повний комплект відбитків пальців та сканування райдужної оболонки) у реєстрі PhilSys.

### Шрі-Ланка
У Шрі-Ланці всі громадяни віком від 16 років повинні подати заяву на отримання національного посвідчення особи (NIC). Кожен NIC має унікальний 10-значний номер у форматі 000000000A (де 0 — цифра, а A — буква). Перші дві цифри числа — це рік народження (наприклад: 88xxxxxxxx для когось, хто народився в 1988 році). Для жінок додається 500 до середніх трьох цифр після перших двох цифр. Остання буква — це, як правило, «V» або «X». Номер NIC необхідний для отримання паспорта (старше 16 років), водійських прав (старше 18 років) і для голосування (старше 18 років). Крім того, всі громадяни повинні мати при собі свій NIC як посвідчення особи. Негромадянам NIC не видається, але вони також зобов'язані мати при собі посвідчення особи зі світлиною (наприклад, ксерокопію паспорта або іноземного водійського посвідчення).

### Японія
Японська національна система ідентифікаційних номерів, відома в межах країни як «Мій номер» (японська: マ イ ナ ン バ ー), набрала чинності з 2016 року. Номер складається з 12 цифр, і одна цифра приписується кожному резиденту Японії, включаючи неяпонців, які проживають в Японії протягом тривалого часу і мають дійсний дозвіл на проживання.

## Європа

### Албанія
В Албанії ідентифікаційний номер (алб: Numri i Identitetit (NID)) видається Центральною службою реєстрації актів цивільного стану (Міністерство внутрішніх справ). Структура та алгоритм кодування регулюються рішенням Ради міністрів Албанії (№ 827, від 11.12.2003). З 2004 по 2007 рік ідентифікаційний номер називався ідентифікаційним номером громадянина (алб: Numri i Identitetit të Shtetasit (NISH)). З 2007 року, після введення нового законодавства, що стосується нових біометричних посвідчень особи та біометричних паспортів, він став називатися ідентифікаційним номером. Албанська національний ідентифікаційний номер вказується в албанських національних посвідченнях особи та біометричних паспортах у розділі «особистий номер».
Албанський ідентифікаційний номер — це унікальний персональний ідентифікаційний номер з 10 знаків у форматі YYMMDDSSSC, де YYMMDD позначає дату народження і стать (для чоловіків MM — 01-12, для жінок до місяця народження додається 50, тож MM — 51-62), SSS — порядковий номер осіб, що народилися в ту ж дату (001—999), а C — буква контрольної суми (AW). Частина дати народження YY розраховується за наступною таблицею:
| 00–09: 1800—1809 | A0 — A9: 1900—1909 | К0 — К9: 2000—2009 |
| 10–19: 1810—1819 | B0 — B9: 1910—1919 | L0 — L9: 2010—2019 |
| 20–29: 1820—1829 | C0 — C9: 1920—1929 | M0 — M9: 2020—2029 |
| 30–39: 1830—1839 | D0 — D9: 1930—1939 | N0 — N9: 2030—2039 |
| 40–49: 1840—1849 | E0 — E9: 1940—1949 | O0 — O9: 2040—2049 |
| 50–59: 1850—1859 | F0 — F9: 1950—1959 | P0 — P9: 2050—2059 |
| 60–69: 1860—1869 | G0 — G9: 1960—1969 | Q0 — Q9: 2060—2069 |
| 70–79: 1870—1879 | H0 — H9: 1970—1979 | R0 — R9: 2070—2079 |
| 80–89: 1880—1889 | I0 — I9: 1980—1989 | S0 — S9: 2080—2089 |
| 90–99: 1890—1899 | J0 — J9: 1990—1999 | Т0 — Т9: 2090—2099 |

Наприклад для людей, народжених у 2003 році, YY буде K3.

### Австрія
В Австрії існує дві схеми ідентифікації осіб:
Спеціальний персональний ідентифікаторСпеціальний персональний ідентифікатор (ssPIN) намагається усунути проблеми SSN. Його юридичною основою є австрійський Закон про електронне урядування і він походить із Центрального реєстру резидентів (CRR). Його специфікація пов'язана з австрійською карткою громадянина.
Його обчислення (специфікація) є двоступеневим процесом: Ідентифікатор CCR кодується в ідентифікаційний номер джерела (Source PIN) за допомогою симетричної криптофункції. Він знову односторонньо кодується в ssPIN для кожного відділу державної діяльності. Оскільки зберігання SourcePIN не обмежується картками громадян, і застосунок не може конвертувати ssPIN з одного відділу в ssPIN із застосунків інших відділів, з'єднання даних відділів за PIN обмежене. Однак у цього правила є законний виняток: застосунки можуть запитувати та зберігати ssPIN з інших відділів, якщо вони зашифровані таким чином, що їх можна використовувати тільки в цільовому застосункові. Це дозволяє застосунку обмінюватися даними між відділами.
Зразкові значення
- CCR-ID: 000247681888 (12-значний)
- SourcePIN: MDEyMzQ1Njc4OWFiY2RlZg== (24 байтів base64)
- ssPIN(BW): MswQO/UhO5RG+nR+klaOTsVY+CU= (28 байтів base64)
  - BW (Bauen + Wohnen) — державний відділ, пов'язаний з «будівництвом та житлом».
  - Існує приблизно 30 відділів, таких як охорона здоров'я, податки, статистика та безпека.

### Бельгія
У Бельгії кожен громадянин має національний реєстровий номер, який створюється з використанням дати народження громадянина (кодується шістьма цифрами), а потім порядковим номером (три цифри) і контрольною сумою (двома цифрами). Серійний номер використовується для того, щоб чоловіки отримували непарні, а жінки — парні; таким чином, щодня може бути зареєстровано лише 500 чоловіків чи жінок.
Національний номер унікальний для кожної людини та в цій якості використовується більшістю державних установ; однак, оскільки за номером можна відразу дізнатися дату народження і стать його власника, а також тому, що він є ключовим в більшості державних баз даних (включаючи бази даних податкової служби, соціального забезпечення та інші), він вважається номером, чутливим до конфіденційності. З цієї причини, хоча він типово ставиться на посвідченні особи, в старих посвідченнях особи громадянин міг попросити, щоб цього не робилося. У нових цифрових посвідчення особи, які вводить Бельгія, це вже неможливо, оскільки національний номер використовується в якості серійного номера для закритих криптографічних ключів на картці.

### Болгарія
Кожен громадянин або постійний житель Болгарії має унікальний 10-значний Єдиний цивільний номер (болг.: Единен граждански номер, Edinen grazhdanski nomer, зазвичай скорочено ЕГН, EGN), який формується з дати народження людини (закодованої в шести цифрах у формі YYMMDD), потім тризначного серійного номера та однозначної контрольної суми. Остання цифра серійного номера вказує на стать: непарні цифри використовуються для жінок, а парні — для чоловіків.
Для осіб, народжених до 1900 року, ідентифікатор місяця (третя та четверта цифри) збільшується на 20 (наприклад, 952324XXXX позначає особу, яка народилася 24 березня 1895 року). Подібним чином 40 додається для позначення того, що людина народилася після 1999 року (наприклад, 054907XXXX позначає особу, яка народилася 7 вересня 2005 року).
ЄЦН було введено в 1977 році — вони використовуються практично в усіх операціях з державними установами та часто з приватними підприємствами. ЄЦН також друкуються на болгарських посвідчення особи та паспортах під заголовком «ЄЦН/Особистий номер».

### Боснія та Герцеговина
Кожен громадянин при народженні отримує 13-значний Єдиний основний номер громадянина (босн.: Jedinstveni matični broj građana). Єдиний основний номер громадянина складається з 13 цифр у форматі DDMMYYY RR XXX C. DD/MM/YYY є датою народження громадянина. RR вказує на один з 10 боснійських регіонів (10: Баня-Лука, 11: Бихач, 12: Добой, 13: Горажде, 14: Ливно, 15: Мостар, 16: Приєдор, 17: Сараєво, 18: Тузла, 19: Зениця), де народився громадянин. XXX — це унікальний порядковий номер, де 000—499 використовується для чоловіків і 500—999 для жінок. Останнє число є контрольною сумою.
Іноземні громадяни, які народилися або проживають в Боснії і Герцеговині, також можуть отримати Єдиний основний номер громадянина (UMCN). Послідовність RR іноземних громадян — 01. Після отримання боснійського громадянства колишній іноземний громадянин може запросити новий UMCN, в якому частина RR представлена регіоном, де він був вперше зареєстрований.

### Велика Британія
У Великій Британії не існує законних вимог отримувати або мати при собі будь-який документ, що посвідчує особу, або інший документ, що посвідчує особу, однак певна форма ідентифікації необхідна для багатьох речей, таких наприклад, як оренда квартири.
Номер національного страхування використовується для управління державними допомогами, але не отримав такого поширення, як його американський аналог, і не вважається посвідченням особи. Оскільки це єдиний номер, який є унікальним для кожної людини, не змінюється протягом життя і видається практично кожному дорослому жителеві Великої Британії, він використовується Податковою та митною службами Її Величності (HMRC) для відстеження людей з метою прибуткового податку. Номер стилізовано як LL NN NN NN L, наприклад AA 01 23 44 B.
Кожна дитина, що народилася в Англії та Уельсі, отримує номер Національної служби охорони здоров'я, що має форму NNN-NNN-NNNN, наприклад, 122-762-9257 (остання цифра — контрольна). Раніше вони мали форму «LLLNNL NNN», наприклад KWB91M 342, яка продовжувала зразки, що використовувалися в посвідчення особи часів Другої світової війни. Однак через децентралізований характер місцевих організацій NHS, що видають номери, деяким пацієнтам було присвоєно кілька номерів, і співвідношення одна людина: багато номерів стало більшати, ніж одна людина: один номер. Національна програма з інформаційних технологій (NPfIT) також показала, що в однієї людини може бути багато номерів, хоча вживаються заходи щодо усунення повторень у даних.
Немовлятам, які народилися в Шотландії, присвоюється номер CHI (Community Health Index) в формі DDMMYY-NNNN, де DDMMYY є датою народження, а потім чотиризначний унікальний номер (наприклад, людина, що народилася 1 січня 2010 року, буде мати номер 010110-NNNN, причому чотиризначний номер присвоюється при введенні даних про новонародженого в систему управління пацієнтами місцевої медичної ради). Друга остання N є парною для жінок і непарною для чоловіків.

### Греція
У Греції існує низка національних ідентифікаційних номерів.
- Стандартне посвідчення особи, яке має формат X-999999, де X може бути будь-якою з 24 літер грецького алфавіту, видається всім громадянам Греції у віці від 12 років.
- Нові грецькі посвідчення мають номер, відформатований таким чином: XX-999999, де X — буква, чий гліф у верхньому регістрі зустрічається як у грецькому, так і в латинському алфавіті (ABEZHIKMNOPTYX). Букви та цифри присвоюються в послідовному порядку.
- Податковий ідентифікаційний номер (AFM — ΑΦΜ — Αριθμός Φορολογικού Μητρώου — номер податкового реєстру), який використовується громадянами та компаніями для цілей оподаткування. Він має дев'ять цифр, з яких остання — контрольна.
- Номер соціального страхування (AMKA — Αριθμός Μητρώου Κοινωνικής Ασφάλισης), який є робочим та страховим посвідченням кожного працівника, пенсіонера та члена їх сім'ї на утриманні в Греції. Перші шість цифр — це дата народження власника у форматі день/місяць/рік.[29]

Номер посвідчення особи не є унікальним і змінюється, якщо особа отримує нове посвідчення особи. Податковий ідентифікаційний номер унікальний для кожного громадянина та компанії. Номер соціального страхування також унікальний.
У 2022 р. буде введено Персональний номер (Προσωπικός Αριθμός), який базуватиметься на чинному податковому ідентифікаційному номері та замінить усі чинні ідентифікаційні номери. Він буде унікальним і матиме формат XXX-999999999. Він матиме 3 буквено-цифрові символи + 9 цифр.

### Данія
Особистий ідентифікаційний номер (Da. CPR, Det Centrale Personregister) в Данії використовується під час взаємодії з державними установами, починаючи від охорони здоров'я і закінчуючи податковими органами. Він також використовується в якості номера клієнта в банках і страхових компаніях. Люди повинні бути зареєстровані під номером CPR, якщо вони проживають в Данії, володіють власністю або платять податки.
У Данії систематично реєструється з 1924 року, однак саме в 1968 році був створений електронний реєстр CPR.
У 1980-х роках електронна система експортувалась у Кувейт, Ямайку, Малайзію, Таїланд, Румунію, Кіпр, Естонію, Латвію, Словаччину та Санкт-Петербург.
Номер CPR — це десятизначне число у форматі DDMMYY-SSSS, де DDMMYY — дата народження, а SSSS — порядковий номер. Перша цифра порядкового номера кодує століття народження (тож столітники відрізняються від немовлят, 0-4 у непарні століття, 5-9 у парні століття), а остання цифра порядкового номера непарна для чоловіків та парна для жінок.
До 2007 року остання цифра була також контрольною цифрою, тож для будь-якої заданої комбінації статі та дати народження було доступно менш як 240 значень SSSS, але завдяки адміністративній практиці призначення 1 січня та аналогічних дат для іммігрантів з невідомою датою народження, тепер може бути видано будь-яке значення SSSS, відповідне статі та віку народження, навіть для дат народження до 2007 року.
Компаніям та іншим оподатковуваним особам, які не є фізичними особами, присвоюється восьмизначний номер «CVR», який в основному є порядковим номером, немає певного правила, що забороняє видачу номера CVR з тими ж цифрами, що і номер CPR незв'язаної особи, тому тип номера завжди повинен бути вказаний, але CPR завжди 10-значний, а CVR 8-значний. Реєстраційні номери ПДВ для данських компаній — це просто «DK», за яким слідує номер CVR, але далеко не всі компанії з номерами CVR зареєстровані як платники ПДВ (компанії, яким не потрібен номер ПДВ, наприклад, холдингові компанії, як правило, не запитують реєстрацію ПДВ для своїх CVR).
Державні установи нумеруються різними способами, але з 2003 року всі державні структури (хоч і невеликі) тепер мають номери EAN для розрахунків. Деякі державні структури також мають номери CVR. Лише одна державна особа (Королева) має номер CPR.
Номер CPR надає державним установам доступ до контрольованих державою баз даних з відомостями про особу. Відомості містять: сімейний стан та подружжя особи, батьків, дітей, поточну та колишню адреси, автомобілі, якими володіла особа, судимість та інші відомості про особу.
Іноземці, які не мають права отримати CPR-номер, але яким він потрібен, включають осіб, які стали свідками злочину, осіб, яким було пред'явлено звинувачення у злочині або є жертвами злочину. Ці особи реєструються з CPR-номером у форматі: DDMMYY-XXXX, де XXXX — це чотири літери замість чотирьох цифр.

### Естонія
В Естонії Особистий ідентифікаційний код (ест. Isikukood (IK)) визначається як число, сформоване на основі статі та дати народження людини, яке дозволяє ідентифікувати людину і використовується в державних та інших системах, де потрібна ідентифікація, а також в цифровім підписі з використанням державної ID-картки та пов'язаних з нею сертифікатів. Естонський Особистий ідентифікаційний код складається з 11 цифр, які зазвичай вказуються без пробілів та інших роздільників. Форма коду — GYYMMDDSSSC, де G — стать і століття народження (непарне число — чоловік, парне — жінка, 1-2 — 19 століття, 3-4 — 20 століття, 5-6 — 21 століття), SSS — порядковий номер, що розділяє людей, що народилися в одну і ту ж дату, а C — контрольна сума.

### Європейський економічний простір / Швейцарія
В межах Європейського економічного простору та Швейцарії картка, відома як Європейська картка медичного страхування, видається будь-якому охочому резиденту, що підтверджує право на медичну допомогу в будь-якій точці регіону. У цій картці вказано код, який називається «Ідентифікаційний номер», який в деяких випадках може бути національним ідентифікаційним номером країни проживання, а для Німеччини це номер медичного страхування.

### Ірландія
В Ірландії персональний номер державної служби (PPS No) набуває рис національного ідентифікаційного номера, оскільки він використовується в різних державних службах — хоча зазначено, що він не є національним ідентифікатором і його використання визначається законом. Номер PPS має базову форму 1234567T (Номери PPS, призначені з 1 січня 2013 року, матимуть формат 1234567TA) і є унікальним для кожної людини.
Для деяких державних служб збір або збереження номерів не дозволяється, так, наприклад, Garda Síochána (ірландська поліція) має виняток лише для своїх власних співробітників або інших осіб, визначених відповідно до Закону про імміграцію 2003 року — останні є людьми, які не є громадянами Європейського Союзу. Аналогічним чином, Ірландські сили оборони можуть збирати та зберігати дані тільки для своїх власних співробітників.
Номер PPS можна використовувати для приватних або комерційних угод. Номер використовується в приватному секторі, але тільки для декількох процедур, які законно вимагають отримання номера, для операцій з державними службами, і в цьому відношенні приватний сектор буде діяти як агент державного органу, що має право збирати та зберігати номер. Так, наприклад, у студентів, що навчаються у коледжі чи університеті, номер (або інші особисті дані) буде збиратися під час реєстрації — потім він буде надісланий до Департаменту соціального захисту, щоб переконатися, що студент не претендує одночасно на соціальне забезпечення. Банки можуть збирати номер для управління рахунками, за якими нараховуються відсотки або надаються податкові пільги, що фінансуються державою, через Комісію по доходах. Банк не може використовувати цей номер як ідентифікаційний номер клієнта.

### Ісландія
Усі ісландці, а також іноземні громадяни, які проживають в Ісландії, корпорації та установи, мають ісландський ідентифікаційний номер («kennitala»), який ідентифікує їх в національному реєстрі. Номер складається з 10 цифр, перші шість з яких — це дата народження людини або дата заснування корпорації в форматі DDMMYY. Наступні дві цифри вибираються випадковим чином при присвоєнні ідентифікаційного номера, дев'ята цифра є контрольною, а остання цифра вказує на століття, в якому народилася людина (наприклад, «9» для періоду 1900—1999 років або «0» для періоду 2000—2099 років). Наприклад, 120174-3399 — людина народилася у дванадцятий день січня 1974 року. Ісландська система схожа на систему інших скандинавських і європейських країн, але використання ідентифікаційного номера в Ісландії надзвичайно відкрите і широке. Підприємства та університети використовують ідентифікаційний номер в якості ідентифікатора клієнта або студента, а всі банківські операції включають його в себе. Урядове агентство Registers Iceland здійснює нагляд за системою. База даних, що зіставляє імена та номери, перебуває у вільному доступі (після входу в систему) на всіх ісландських сайтах онлайн-банкінгу. З огляду на цю відкритість, ідентифікаційний номер ніколи не використовується в якості автентифікатора. Варто зазначити, що повнота національного реєстру виключає необхідність проведення в Ісландії переписів населення..

### Іспанія
В Іспанії можуть отримати усі громадяни Іспанії, які проживають (обов'язково після 14 років) національний документ, що засвідчує особу (ісп: Documento Nacional de Identidad (DNI)) з унікальним номером у форматі 00000000-A, де 0 — цифра, а A — контрольна буква. З 2010 року іноземні резиденти більше не отримують посвідчення особи, хоча їм присвоюється номер у форматі X-0000000-A (знову ж, 0 — цифра, A — контрольна буква, а X — буква, зазвичай X, але останнім часом також Y), званий номером NIE (Número de Identificación de Extranjeros, ідентифікаційний номер іноземця). DNI потрібно для всіх операцій, пов'язаних з податковими органами, а також для доступу до повсюдної Національної системи охорони здоров'я Іспанії (хоча у неї є свій власний документ, що засвідчує особу застрахованого), для подачі заяви на отримання свідоцтва про одруження, отримання компенсації по безробіттю і взагалі для всіх взаємодій з правоохоронними органами та будь-якими урядовими або контрольованими державою установами.
Іноземні резиденти повинні використовувати свої паспорти разом із документом, що містить їхній номер NIE.

### Італія
В Італії фіскальний код (італ. Codice fiscale) видається кожній юридичній особі в Італії. Він має формат «SSSNNNYYMDDZZZZX», де: SSS — перші три приголосні в прізвищі (якщо приголосних недостатньо, використовується перша голосна, а потім буква X); NNN — ім'я, з якого використовуються перша, третя і четверта приголосні — виключення розглядаються як у прізвищах; YY — останні цифри року народження; M — буква місяця народження — літери використовуються в абетковім порядку, але тільки букви від A до E, H, L, M, P, R до T (таким чином, січень — A, а жовтень — R); DD — день місяця народження — для відмінності між статями до дня народження жінки додається 40 (таким чином, жінка, яка народилася 3 травня, має. … E43 …); ZZZZ — код регіону, що належить муніципалітету, де народилася людина; для зарубіжних країн використовуються коди всієї країни; X — символ парності, який розраховується шляхом додавання символів у парних і непарних позиціях і розподілу їх на 26. Числові значення використовуються для букв в парних позиціях відповідно за їх абетковим порядком. Символи в непарних позиціях мають інші значення.
Потім використовується буква, відповідна значенню залишку від ділення в абетці. Існує алгоритм виключення в разі повного збігу кодів двох осіб. Видача коду здійснюється централізовано Міністерством скарбів. Фіскальний код однозначно ідентифікує громадянина Італії або постійно проживного іноземця і відповідно використовується. Однак, оскільки він може бути обчислений на основі особистих відомостей (як справжніх, так і не справжніх), він, як правило, не розглядається в якості виключно таємних відомостей, а також в якості офіційного підтвердження особи / існування людини.
| НЕПАРНІ БУКВЕНО-ЦИФРОВІ СИМВОЛИ |          |        |          |        |          |          |          |
| Символ                          | Значення | Символ | Значення | Символ | Значення | Характер | Значення |
| 0                               | 1        | 9      | 21       | I      | 19       | R        | 8        |
| 1                               | 0        | A      | 1        | J      | 21       | S        | 12       |
| 2                               | 5        | B      | 0        | К      | 2        | Т        | 14       |
| 3                               | 7        | C.     | 5        | L      | 4        | U        | 16       |
| 4                               | 9        | D      | 7        | М      | 18       | V        | 10       |
| 5                               | 13       | Е      | 9        | N      | 20       | W        | 22       |
| 6                               | 15       | F      | 13       | О      | 11       | X        | 25       |
| 7                               | 17       | G      | 15       | P      | 3        | Y        | 24       |
| 8                               | 19       | H      | 17       | Q      | 6        | Z        | 23       |

### Латвія
У Латвії Персональний код (латис. Personas kods) складається з 11 цифр у формі DDMMYY-XNNNZ, де перші шість цифр є датою народження людини, наступна — це сторіччя людина, яка народилася в (0 для 19. (1800—1899), 1 для 20. (1900—1999) та 2 для 21. (2000—2099)), NNN — це серійний номер народження того дня, а Z — цифра контрольної суми, розрахована таким чином, що формула перевірки за модулем дорівнює Z.
Враховуючи вхідні дані у такому форматі ABCDEF-XGHIZ, формула перевірки Z має дорівнювати (1101-(1*A+6*B+3*C+7*D+9*E+10*F+5*X+8*G+4*H+2*I)) | Мод 11 | Мод 10.
З 1 липня 2017 р. Персональні коди видаються без зазначення дати народження. Персональний код починається з цифр «32», щоб розрізнити новий і старий формат.

### Литва
У Литві особистий код (литов.: Asmens kodas) складається з 11 цифр і зараз має вигляд G YYMMDD NNN C, де G — стать і вік народження, YYMMDD — день народження, NNN — порядковий номер, C — цифра контрольної суми. У цій схемі перше число (G) показує стать людини (непарне, якщо це чоловік, парне, якщо жінка) і вік народження. Наприклад, 4 означає жінку, яка народилася між 1900—1999 роками. Це число можна розрахувати наступним чином:
```
gender = {female: 0, male: 1}

G = floor(year / 100) * 2 - 34 - gender
```

Контрольна сума обчислюється за цією формулою (надається тут як код JavaScript):
```
function
 
lt_nin_checksum
(
code
)
 
{

  
var
 
b
 
=
 
1
,
 
c
 
=
 
3
,
 
d
 
=
 
0
,
 
e
 
=
 
0
,
 
i
,
 
digit
;

  
for
 
(
i
 
=
 
0
;
 
i
 
<
 
10
;
 
i
++
)
 
{

    
digit
 
=
 
parseInt
(
code
[
i
]);

    
d
 
+=
 
digit
 
*
 
b
;

    
e
 
+=
 
digit
 
*
 
c
;

    
b
++
;
 
if
 
(
b
 
==
 
10
)
 
b
 
=
 
1
;

    
c
++
;
 
if
 
(
c
 
==
 
10
)
 
c
 
=
 
1
;

  
}

  
d
 
=
 
d
 
%
 
11
;

  
e
 
=
 
e
 
%
 
11
;

  
if
 
(
d
 
<
 
10
)

    
return
 
d
;

  
else
 
if
 
(
e
 
<
 
10
)

    
return
 
e
;

  
else

    
return
 
0
;

}

C
 
=
 
lt_nin_checksum
(
"3840915201"
);

```

Станом на травень 2015 року планується почати видачу непрозорих кодів, які зберігають той же загальний формат і контрольну суму, але не містять особистих відомостей.

### Люксембург
Люксембург використовує 13-значний ідентифікаційний код, що складається з дати народження в форматі YYYYMMDD, за якою слідує цифра XXX, що дозволяє особам, що народилися в одну і ту ж дату, мати унікальний національний ідентифікатор, потім перша перевірка на YYYYMMDDXXX за алгоритмом Luhn10, і, нарешті, перевірка за алгоритмом Verhoeff.

### Молдова
У Молдові всі громадяни отримують при народженні Персональний код (IDNP — Numarul de Identificare), який складається з 13 цифр. Цей код вказаний на всіх документах, що посвідчують особу:
- внутрішні посвідчення особи
- водійські права
- паспорти
- а також усі документи цивільного стану: свідоцтва про народження, свідоцтва про шлюб, свідоцтва про смерть тощо.

### Нідерланди
У Нідерландах всі люди отримують Burgerservicenummer (BSN) (службовий номер громадянина) при народженні або при першому поселенні. Він друкується на водійських правах, паспортах та міжнародних посвідченнях особи під заголовком «Особистий номер». До 2007 року BSN був відомий як sofinummer (абревіатура sofi означає so-ciaal (соціальний) fi-scaal (фіскальний)). Цей номер є унікальним. Однак спочатку він видавався регіональними відділеннями податкового департаменту, яким були присвоєні діапазони; в густонаселених районах ці діапазони переповнялися, що призводило до повторення номерів. Ця помилка була виправлена при переході від SOFI до BSN шляхом видачі нового номера особам, які мають повторюваний номер. Номер не містить ніяких відомостей про людину, якій він присвоєний (тобто з BSN не можна отримати жодних відомостей, таких як стать або дата народження).

### Німеччина
У Німеччині не існує національного ідентифікаційного номера у повному значенні цього терміна. До 2007 року соціально-страхові компанії вели лише децентралізовані бази даних, які призначають номер соціального страхування майже кожній людині.
З 2008 року нові ідентифікаційні номери платників податків (нім. Steuerliche Identifikationsnummer або Steuer-IdNr) замінюють колишній номер податкового досьє. Особи, які одночасно є працівниками та фізичними особами-підприємцями, можуть отримати два ідентифікаційні номери платника податків. Відповідний номер для організацій, також видається податковою службою, називається ідентифікаційним номером економіки (Wirtschafts-Identifikationsnummer). Ці концепції нумерації є національними системами, організованими Федеральним центральним податковим управлінням. Для спеціальних цілей видаються додаткові ідентифікаційні номери податку на додану вартість для осіб і організацій, які зобов'язані сплачувати ПДВ у вигляді вирахування зі своїх доходів. Це єдина для всієї Європи концепція. Крім того, всім особам, що стають на військову службу, видається службовий номер.
Німецький комерційний реєстр тут веде записи про компанії.
Жодна з цих цифр зазвичай не використовується з іншою метою, ніж їх конкретна мета, і таке (не)використання не є законним. Німецькі документи, що посвідчують особу, не містять жодного із зазначених номерів, лише номер документа. Від людей не очікують, що вони будуть знати свій номер при спілкуванні з представниками влади, тому виникають деякі проблеми, пов'язані з розбіжностями.
Протягом деякого часу уряд Західної Німеччини мав намір створити 12-значний персональний ідентифікаційний номер (Personenkennzeichen, PKZ) для всіх громадян, зареєстрованих іноземців, які проживають на території країни, а також для всіх нерезидентів — жертв нацизму, які мають право на компенсаційні виплати. Ця система, яка повинна була бути реалізована федеральним законом 1973 року про реєстрацію актів громадянського стану, була відхилена в 1976 році, коли Бундестаг визнав концепцію системи ідентифікації для всього населення несумісною з чинною правовою базою. У Східній Німеччині подібна система під назвою Personenkennzahl (PKZ) була створена в 1970 році й залишалась у користуванні до припинення існування держави в 1990 році.
Подаючи заявку на програму відмови від візиОскільки Німеччина є частиною безвізової програми, громадяни Німеччини можуть в'їжджати в США на строк до 90 днів без необхідності отримання візи. Для участі в цій програмі необхідно заповнити онлайн-форму під назвою ESTA. У цій формі у громадян Німеччини запитують національний ідентифікаційний номер. Оскільки громадяни Німеччини не завжди мають національний ідентифікаційний номер, німці не повинні заповнювати номер, але вони можуть обрати замість нього «UNKNOWN».

### Норвегія
Одинадцятизначний номер народження (fødselsnummer) в Норвегії присвоюється при народженні або при в'їзді в країну. Реєстр ведеться Норвезьким податковим управлінням. Номер використовується з 1960-х років і вперше був представлений громадськості в 1968 році. Номер не так широко і відкрито використовується, як в деяких інших скандинавських країнах, а в доповіді 2007 року критикувалося поширена серед норвежців помилкова думка про те, що номер підходить для використання в якості PIN-коду.
Історично число складалося з дати народження (DDMMYY), тризначного індивідуального числа та двох контрольних цифр. Індивідуальне число і контрольні цифри в сукупності називаються Персональним номером.
- Індивідуальне число буде вибрано з діапазону в залежності від століття народження: для 1854—1899 років діапазон становить 500—749, для 1900—1999 років діапазон становить 000—499, для 2000—2039 років діапазон 500—999.

Протягом 1940—1999 років діапазон 900—999 також використовувався для спеціальних цілей, таких як усиновлення з-за кордону та іммігранти.
Жінкам присвоюються парні індивідуальні номери, чоловікам — непарні.
- Перша контрольна цифра обчислюється за алгоритмом, що включає зважену по модулю 11 суму дев'яти перших цифр.

Друга контрольна цифра обчислюється за аналогічним алгоритмом з використанням 10 перших цифр.
- Людям, які не проживають постійно в Норвегії, при реєстрації в регістрі населення присвоюється D-номер. Номер D схожий на номер народження, але з днем місяця, збільшеним на 40. D походить від норвезької назви органу у справах моряків, який раніше видавав такі номери, зазвичай морякам на борту норвезьких судів. Зараз D-номера отримують іноземні сезонні робітники, наприклад, в туристичній галузі.

У 2017 році норвезьке Міністерство фінансів затвердило зміни до системи нумерації. Після змін номер більше не буде вказувати стать, а перша контрольна цифра буде «звільнена», щоб стати частиною індивідуального номера.

### Північна Македонія
Північна Македонія використовує 13-значний ідентифікаційний код Єдиний основний номер громадянина (мак. Единствен матичен број на граѓанинот, скорочення ЕМБГ).
Єдиний основний номер громадянина складається з 13 цифр (DDMMYYYRRSSSC), розбитих на шість груп: дві цифри (DD) — день народження громадянина, дві цифри (MM) — місяць народження, останні три цифри (YYY) — рік народження, дві цифри (RR) — реєстраційний номер, три цифри (SSS) — комбінація статі громадянина і порядкового номера народження, і одна цифра (C) — контрольний номер.
Двозначний реєстраційний номер залежить від місця народження громадянина. Існує дев'ять реєстраційних кодів, що визначають місце народження: 41 для муніципалітетів Битола, Демір Хісар і Ресен; 42 для муніципалітетів Куманово, Кратово і Крива Паланка; 43 для муніципалітетів Охрид, Струга, Дебар і Кичево; 44 для муніципалітетів Прілеп, Крушево і Македонський Брод; 45 для міста Скоп'є; 46 для муніципалітетів Струмиця, Валандово і Радовиш; 47 для муніципалітетів Тетово і Гостивар; 48 для муніципалітетів Велес, Гевегелія, Кавадарчі та Неготино; і 49 для муніципалітетів Штіп, Берово, Віниця, Делчево, Качани, Пробиштип і Свети Николе.
Поєднання статі громадянина та порядкового номера народження представлено у вигляді тризначного числа — від 000 до 499 для чоловіків та від 500 до 999 для жінок.
Остання цифра — це керована комп'ютером контрольна цифра.

### Польща
У Польщі номер державної електронної системи перепису населення (пол. Powszechny Elektroniczny System Ewidencji Ludności — PESEL) є обов'язковим для всіх постійних жителів Польщі та тимчасових резидентів, які проживають в Польщі понад 2 місяці. Він має форму YYMMDDZZZXQ, де YYMMDD — дата народження (з кодуванням століття в поле місяця), ZZZ — особистий ідентифікаційний номер, X позначає стать (парне для жінок, непарне для чоловіків), а Q — номер парності.

### Португалія
Конституція Португалії — у своїй 35-й статті — прямо забороняє присвоєння громадянам єдиного національного номера. Ця заборона пов'язана із захистом особистих прав, свобод та гарантій. Таким чином, національний ідентифікаційний номер не існує, але замість цього кожен громадянин має кілька різних ідентифікаційних номерів для використання в різних єдиних цілях.
Чинні основні ідентифікаційні номери:
1. Цивільний ідентифікаційний номер (португальська: Número de identificação civil або NIC) — також неофіційно називається номером картки громадянина або номером BI (BI — це абревіатура старого цивільного ідентифікаційного документа);
2. Податковий ідентифікаційний номер (Número de identificação fiscal або NIF) — також неофіційно позначається як номер платника податків (número do Contininte);
3. Номер соціального страхування (Número de Segurança Social);
4. Номер користувача охорони здоров'я (Número de utente da Saúde);
5. Номер виборця (Número de eleitor);
6. Номер посвідчення водія (Número de carta de condução).

NIC та NIF — це найбільш часто використовувані ідентифікаційні номери в Португалії. Ці два числа використовуються для широкої кількості цілей — як у державному, так і в приватному секторах — і не лише для конкретних цілей, для яких вони спочатку були задумані.
У минулому кожному із зазначених ідентифікаційних номерів відповідав окремий документ, що засвідчує особу. Однак у 2006 році була введена єдина картка громадянина. Ця картка містить у собі цивільну ідентифікацію, податкову ідентифікацію, номери соціального забезпечення і користувача системи охорони здоров'я, замінюючи собою старі відповідні ідентифікаційні картки. Крім того, Картка громадянина також замінила попередню Картку виборця, хоча і не включає номер виборця. Заміна колишніх окремих ідентифікаційних документів єдиною Карткою громадянина відбувається поступово і стає обов'язковою для громадянина тільки тоді, коли закінчується строк дії одного з його/її старих документів. Водійські права, як і раніше є окремим документом.

### Румунія
У Румунії кожен громадянин має Персональний цифровий код (Cod Numeric Personal, CNP), який створюється з використанням статі та століття народження громадянина (1/3/5/7 для чоловіків, 2/4/6/8 для жінок та 9 для іноземного громадянина), дати народження (шість цифр, YYMMDD), ділянки країни (дві цифри, від 01 до 52, або 99), за якою слідує серійний номер (3 цифри) і, нарешті, контрольна сума.
Перша цифра кодує стать людини наступним чином:
| 1 | Чоловік, який народився між 1900 і 1999 роками |
| 2 | Жінка, яка народилася між 1900 і 1999 роками   |
| 3 | Чоловік, який народився між 1800 і 1899 роками |
| 4 | Жінка, яка народилася між 1800 і 1899 роками   |
| 5 | Чоловік, який народився після 2000 року        |
| 6 | Жінка, яка народилася після 2000 року          |
| 7 | Резидент                                       |
| 8 | Резидентка                                     |
| 9 | Іноземний громадянин                           |

Ділянка країни — це код повіту Румунії в абетковім порядку. Для Бухареста код — 4, а потім номер району.

Для обчислення контрольної суми кожна цифра з CNP множиться на відповідну цифру в числі 279146358279; сума всіх цих помножень ділиться на 11. Якщо залишок дорівнює 10, то цифра контрольної суми дорівнює 1, в іншому випадку це сам залишок.
```
Example
=======

Control = 279146358279
  CNP = 1800101221144
           ^ checksum digit = 4

Checksum value =
1 * 2 +
8 * 7 +
0 * 9 +
0 * 1 +
1 * 4 +
0 * 6 +
1 * 3 +
2 * 5 +
2 * 8 +
1 * 2 +
1 * 7 +
4 * 9
 = 136

Checksum digit = 136 mod 11 = 4. Valid CNP (the last digit is indeed 4).

```

### Сан-Марино
У Сан-Марино існує код Codice ISS (Istituto Sicurezza Sociale), який складається з 5 цифр. Його отримують усі громадяни Сан-Марино та постійні резиденти.

### Сербія
Сербія використовує 13-значний ідентифікаційний код «Єдиний основний номер громадянина» (сербська : Јединственные матични брой грађана / Jedinstveni matični broj građana, скорочення JMBG). Так само як Словенія, Чорногорія, Боснія та Герцеговина і Північна Македонія.

### Словаччина
Див. також «Чехія та Словаччина»
У Словаччині існує два види національних ідентифікаційних номерів. Перший — це номер народження (словац.: Rodné číslo (RČ)), який видається при народженні органом реєстрації актів цивільного стану (словац.: matrika) і записується у свідоцтві про народження. Його формат — YYMMDD/XXXX, де YYMMDD — дата народження, а XXXX — напівнеповторюваний ідентифікатор. Для жінок місяць дати народження збільшується на 50. Повний ідентифікаційний номер у формі YYMMDDXXXX повинен бути дорівнюваний 11. Оскільки ця система не забезпечує дійсно неповторюваний ідентифікатор (цифри повторюються кожне століття) і містить те, що можна вважати приватною інформацією, вона може бути оновлена в майбутньому.
Друга система — це ідентифікаційний номер громадянина (словац.: Číslo občianskeho preukazu (ČOP)), який має форму AA XXXXXX (A-алфавітний, X-цифровий) і використовується в словацьких посвідчення особи. Посвідчення особи видаються державними органами (поліцією) кожному громадянинові, який досяг 15-річного віку. На відміну від номера народження, цей ідентифікатор може змінюватися протягом життя громадянина, якщо видається нове посвідчення особи, з таких причин, як закінчення строку дії, втрата або зміна місця проживання. ID-номер використовується, зокрема, для реєстрації виборців (оскільки при собі посвідчення особи дозволяє перевірити місце проживання). Аналогічна система з обома типами ідентифікаційних номерів використовується в Чехії.

### Словенія
Словенія використовує 13-значний ідентифікаційний код Enotna matična številka občana (EMŠO) — Єдиний основний номер громадянина.

Він складається з 13 цифр — DDMMYYYRRSSSX.
DD - день народження

MM - місяць народження

YYY - рік народження, останні три цифри

RR - постійне значення 50

Це пережиток Югославії, реєстраційний номер, яким відзначалася зона народження:

- 00-09 - іноземці

- 10-19 - Боснія і Герцеговина

- 20-29 - Чорногорія

- 30-39 - Хорватія (33 - Загреб)

- 40-49 - Македонія

- 50-59 - Словенія (використовується тільки 50)

- 60-69 - (не використовується)

- 70-79 - Центральна Сербія (71 - Белград)

- 80-89 - край Воєводина (80 - Нові-Сад)

- 90-99 - край Косово

SSS - серійний номер або комбінація статі та серійних номерів для осіб, які народилися в один день (000-499 для чоловіків і 500-999 для жінок)

X - контрольна сума перших 12

### Туреччина
Під час подання заявки на отримання національного посвідчення кожному громадянину Туреччини присвоюється унікальний персональний ідентифікаційний номер, який називається турецьким ідентифікаційним номером (тур. Türkiye Cumhuriyeti Kimlik Numarası або скорочено як TC Kimlik No.), 11-значне число з двома кінцевими контрольними цифрами. Це завдання організовано в рамках проєкту MERNIS (абревіатура від англ: Central Personal Registration Administration System), який розпочався 28 жовтня 2000 року. Національне посвідчення особи є обов'язковим для кожного громадянина і видається при народженні. Батькам необхідно зареєструватися в органах влади зі свідоцтвом про народження дитини.
Ідентифікаційний номер використовують державні установи у своїх свідоцтвах та документах, таких як посвідчення особи, паспорт, міжнародна сімейна книга, посвідчення водія, форма та маніфест, які вони видають громадянам. Він використовується такими службами для оподаткування, убезпечення, голосування, освіти, соціального забезпечення, охорони здоров'я, військового набору та банківської справи.

### Угорщина
В Угорщині не існує національного ідентифікаційного номера. Конституційний суд у 1991 р. Вирішив: «Загальний, єдиний ідентифікаційний код, який може використовуватися без обмежень (тобто персональний номер), що роздається усім громадянам та кожному резидентові країни на основі однакового принципу, є неконституційним».
Хоча повсюдне використання національного ідентифікаційного номера (відомого як «Персональний ідентифікаційний номер») вважається неконституційним, він все ще використовується в багатьох місцях. Структура такого номера — GYYMMDDXXXC, де G — це стать (але також вказує на століття народження і, в деяких випадках, громадянство), YYMMDD — дата народження рік, місяць, день, XXX — порядковий номер, а C — цифра контрольної суми.
Значення першого числа:
- 1 чоловіки, народжені між 1900 і 1999 роками
- 2 жінки, народжені між 1900 і 1999 роками
- 3 чоловіки, народжені до 1900 року або після 1999 року
- 4 жінки, народжені до 1900 року або після 1999 року

До 1997 року також використовувались такі перші числа:
- 5 чоловіки, натуралізовані громадяни або іноземні громадяни, які проживають в Угорщині, народилися між 1900 і 1997 роками
- 6 жінки, натуралізовані громадяни або іноземні громадяни, які проживають в Угорщині, народилися між 1900 і 1997 роками
- 7 чоловіки, натуралізовані громадяни або іноземні громадяни, які проживають в Угорщині, народилися до 1900 р. — не існує, оскільки нема нікого, хто народився до 1900 р.
- 8 жінок, натуралізовані громадяни або іноземні громадяни, які проживають в Угорщині, народилися до 1900 р. — не існує, оскільки нема нікого, хто народився до 1900 р.

Оскільки «Персональний ідентифікаційний номер» вважається неконституційним, використовується інша ідентифікаційна форма, номер посвідчення особи.
Таким чином, пересічні угорці мають такі ідентифікатори: персональний ідентифікаційний номер, ідентифікаційний номер посвідчення особи, номер соціального страхування (номер «TAJ»), податковий ідентифікаційний номер. Вони також можуть мати ідентифікаційний номер паспорта або номер водійського посвідчення.

### Україна
Індивідуальний ідентифікаційний номер — це 10-значний номер, виданий податковою адміністрацією. Перші 5 цифр позначають день народження як кількість днів, що минули з 01/01/1900 (більше цифр може бути присвоєно одному і тому ж дню, ці додаткові або альтернативні номери мають велику першу цифру, зазвичай 8). Наступні чотири цифри — це порядковий номер, він використовується для того, щоб чоловіки отримували непарні номери, а жінки — парні. Остання цифра — контрольна. Алгоритм не розкривається прилюдно. Аналогічні номери видаються резидентам та іноземцям. Людина може відмовитися від отримання індивідуального ідентифікаційного номера на підставі релігійних або інших переконань, проте це пов'язано з незначними податковими недоліками. Індивідуальні ідентифікаційні номери видаються відповідно до Закону України 320/94-ВР від 22 грудня 1994 року. З 2016 ідентифікаційний номер є одним з реквізитів українського посвідчення особи (в порівнянні з тим, що в минулому він був окремим документом на паперовому носії (все ще діє під час перехідного періоду)). Отримання ідентифікаційного номера платника податків в Україні займає до 5 днів.

### Фінляндія
У Фінляндії Особистий ідентифікаційний код (фінська: henkilötunnus (скорочено HETU), шведська: personbeteckning), також відомий як Особистий ідентифікаційний номер, був введений у 1964 році та використовується для ідентифікації громадян в державних і багатьох корпоративних і інших операціях. Він складається з одинадцяти символів виду DDMMYYCZZZQ, де DDMMYY — день, місяць і рік народження, C — знак століття, ZZZ — індивідуальний номер і Q — контрольний символ (контрольна сума). Знак століття — це або + (1800—1899), або — (1900—1999), або A (2000—2099). Індивідуальний номер ZZZ відрізняє людей з однаковою датою народження один від одного, він непарний для чоловіків і парний для жінок, а для людей, що народилися в Фінляндії, його проміжок становить 002—899. Номери 900—999 використовуються для тимчасової ідентифікації особистості, наприклад, в лікарнях, коли при собі посвідчення особи відсутнє чи ще не видане народженій дитині. Тимчасові ідентифікатори не реєструються в фінській Системі відомостей про населення.
Прикладом правильного коду для вигаданої жінки, яка народилася 13 жовтня 1952 року народження, є 131052-308T. Керівний символ, або цифра, або буква, обчислюється як залишок від DDMMYYZZZ, поділений на 31, тобто шляхом відкидання знака століття і ділення отриманого дев'ятизначного числа на 31. Якщо взяти ряд чисел, в цьому випадку .806451613, що стоїть після десяткового дробу, помножити його на 31 і округлити отримане число до найближчого цілого числа, то вийде залишок. Потім з рядка «0123456789ABCDEFHJKLMNPRSTUVWXY» вибирається відповідний символ (неоднозначні букви G, I, O, Q і Z не використовуються). Для залишків менш ніж десять керівним символом є сам залишок, тоді як 10 відповідає A, 11 = B, 12 = C, закінчуючи 30 = Y. В даному прикладі 131052308/31 = .806451613 x 31 = 25.000000003 з округленням до 25 = T.
Особистий ідентифікаційний код видається кожному громадянинові Фінляндії, який народився в Фінляндії. Іноземним громадянам, які проживають в Фінляндії постійно або більше одного року, згідно із законом також видається особистий ідентифікаційний код. Особистий код — це засіб розрізнення людей з однаковими іменами. Його можна знайти в деяких державних документах (наприклад, в акті про придбання нерухомості). Тому знання коду не повинно використовуватися в якості підтвердження особи, хоча в комерційному секторі це іноді відбувається. Роботодавцям особистий код потрібен для того, щоб повідомити про виплату заробітної плати в Податкове управління Фінляндії, пенсійні фонди тощо.
Код вказаний у всіх формах дійсного посвідчення особи:
- національне посвідчення особи
- електронне національне посвідчення особи (з чіпом)
- водійське посвідчення (старе розміром A6 та новим розміром кредитної картки)
- паспорт

Протягом 1964—1970 років персональний ідентифікаційний код був відомий як sosiaaliturvatunnus (SOTU, номер соціального страхування). Цей термін досі широко використовується неофіційно (і неправильно).

### Франція
У Франції код INSEE використовується як номер соціального страхування, національний ідентифікаційний номер, для оподаткування, для працевлаштування тощо. Його винайшли за режиму Віші.

### Хорватія
У Хорватії особистий ідентифікаційний номер (хорв: Osobni identifikacijski broj (OIB)), використовується для ідентифікації громадян і юридичних осіб у багатьох державних та цивільних системах. Система OIB була введена 1 січня 2009 року і замінила стару систему JMBG, перейменовану в Головний номер громадянина (хорв: Matični broj građana (MBG)) в 2002 році, яка використовувалася в колишній Югославії. OIB складається з одинадцяти цифр: десяти довільних цифр і однієї контрольної цифри.

### Чехія та Словаччина
Чехія та Словаччина використовують систему під назвою Число народження (чеська/словацька: rodné číslo (RČ)). Система була запроваджена в колишній Чехословаччині.
Форма — YYXXDD/SSSC, де XX = MM (місяць народження) для чоловіків (цифри 01-12) і XX = MM + 50 для жінок (цифри 51-62), SSS — це порядковий номер, що відокремлює осіб, народжених одного дня і С — контрольна цифра, але для людей, які народилися до 1 січня 1954 року, форма не має контрольної цифри — YYXXDD/SSS. Це дозволяє системі працювати до 2054 року. Ціле число має ділитися на 11.
Ця система викликає побоювання з приводу конфіденційності, оскільки за номером можна розшифрувати вік і стать його носія. Тому число народження вважається конфіденційними особистими відомостями.
У законі, прийнятому в 2004 році, була реалізована система захисту від збоїв, коли в разі, якщо всі дійсні серійні номери вичерпані за день, до значення XX додається число 20. Це означає, що XX може досягати 32 для чоловіків і 82 для жінок.

### Чорногорія
Чорногорія використовує ідентифікаційний код з 13 цифр «Jedinstveni matični Broj građana / Једінствені матичного број грађана (JMBG)» — Єдиний основний номер громадянина.

### Швейцарія
Див. також «Європейський економічний простір / Швейцарія»
Після введення в 1948 році національної пенсійної системи більшості осіб, які проживають у Швейцарії, присвоюється номер соціального страхування (AHV-Nr. [De] / No AVS [fr]), який також використовується для інших державних цілей. Одинадцятизначний формат, який використовується з 1968 року, має вигляд AAA.BB.CCC.DDD і кодує відомості про ім'я, дату народження і поле його власника:
- Цифри «AAA» кодують прізвище.
- Цифри «ВВ» дорівнюють останнім двом цифрам року народження.
- Цифри «CCC» кодують день народження як число триместру (1-4), за яким слідує число дня в триместрі. Додається 400 для жінок (наприклад, 101 — 1 січня для чоловіків і 501 — 1 січня для жінок).
- Цифри «DDD» використовуються як код походження, залежно від того, з якої країни людина походила, і чи ця особа була громадянином Швейцарії через народження або натуралізацію.

Станом на 2008 рік анонімний тринадцятизначний номер видається всім жителям Швейцарії. Він має вигляд 756.XXXX.XXXX.XY, де 756 — це код ISO 3166-1 для Швейцарії, XXXX.XXXX.X — випадкове число, а Y — контрольна цифра EAN-13.

### Швеція
У Швеції особистий ідентифікаційний номер (швед.: personnummer) використовується при взаємодії з державними установами, починаючи від охорони здоров'я і закінчуючи податковими органами. Він вказується в усіх затверджених документах, що засвідчують особу. Він також використовується в якості коду клієнта деякими компаніями, наприклад, банками та страховими компаніями. Шведський орган із захисту даних вважає номер особливо важливих для захисту, вимагаючи, щоб він був чітко мотивований характером послуги або явною згодою на його реєстрацію.
У номері використовується десять цифр — YYMMDD-NNGC. Перші шість приблизно відповідають даті народження в форматі YYMMDD; для людей з невідомою датою народження або тим, хто народився в дні, коли не залишилося унікальних номерів, може використовуватися дата, близька до дати народження. Цифри з сьомої по дев'яту (NNG) використовуються для додання унікальності номеру, причому цифра дев'ять (G) є непарною для чоловіків і парною для жінок. У номерах, виданих до 1990 року, сьома і восьма цифри визначали шведський повіт народження, а для осіб, які народилися за кордоном, використовувалися інші цифри, але критика, пов'язана з конфіденційністю, змусила відмовитися від цієї системи в нових номерах. Десята цифра (C) створюється за допомогою алгоритму Luhn, або «mod 10», контрольної суми.
Тимчасові резиденти або інші люди, які мають тимчасові відносини з владою, отримують «координаційний номер», в якім до дати додається 60. Реєстраційні номери шведських корпорацій та інших юридичних осіб мають однаковий десятизначний формат, але не засновані на датах.

## Австралазія

### Австралія
В Австралії номер податкового досьє (TFN) видається Австралійським податковим управлінням (ATO) фізичним та юридичним особам, щоб відстежувати їх для цілей прибуткового податку. Подібно до номера соціального страхування (SSN) в США, TFN кожної людини унікальний і не змінюється протягом усього його життя. Однак, на відміну від американського аналога, австралійське законодавство забороняє використовувати TFN в якості національного ідентифікаційного номера та обмежує його використання для відстеження фізичних осіб з метою сплати прибуткового податку, відрахувань до фонду superannuation і отримання державних соціальних допомог.

### Нова Зеландія
Уряду Нової Зеландії законом заборонено створювати єдиний національний ідентифікаційний номер.
У минулому громадськість Нової Зеландії рішуче виступала проти введення національного ідентифікаційного номера. Невелика чисельність населення означає, що ім'я та дата народження зазвичай дозволяють однозначно ідентифікувати людину, хоча крадіжка особистості можлива, коли дві людини мають спільні ім'я і дату народження. Замість цього в Новій Зеландії для конкретних цілей використовується ряд різних ідентифікаторів:
- Номер Міністерства внутрішніх доходів (IRD) видається IRD кожному платнику податків (фізичній або юридичній особі) і необхідний для взаємодії з IRD. Він повинен бути наданий будь-якому роботодавцю або банку, відповідальному за нарахування податку на утримання, а також для подання заявки на отримання студентської позики чи використання її.
- Водійські посвідчення часто використовуються для підтвердження особи та тримання унікального номера, який часто реєструється при наданні їх як посвідчення особи. Для цього також можна використовувати номери паспортів.
- Служби соціального забезпечення і підтримки студентів Міністерства соціального розвитку (Work and Income і StudyLink) видають клієнтський номер Work and Income, який присвоюється при першому контакті людини з будь-якою з цих служб. Спільного листа із запитом про службу, мабуть, досить для реєстрації номера, і він може бути присвоєний без відома автора листа.
- Номер Національного індексу здоров'я (NHI) присвоюється всім новозеландцям при народженні та тим, хто користується послугою підтримки здоров'я та інвалідності, а такої ще не має.
- Національний номер студента видається студентам Міністерством освіти[46]

### Папуа-Нова Гвінея
Папуа-Нова Гвінея має політику щодо видачі національних посвідчень усім громадянам.